# Crivitz
Crivitz város Németországban, Mecklenburg-Elő-Pomeránia tartományban. Lakosainak száma 4760 fő (2023. december 31.). Crivitz Gneven és Pinnow községekkel határos.

## Városrészek
- Augustenhof
- Badegow
- Basthorst
- Crivitz
- Gädebehn
- Kladow
- Muchelwitz
- Radepohl
- Wessin[2]

## Története
Írott forrásban elsőként 1302-ben tűnik fel. 
1357 óta a Mecklenburgi hercegséghez  tartozott.
A címert II. Frigyes Ferenc, Mecklenburg-Schwerin nagyhercege adományozta a városnak 1858. április 10-én és a 215. címerként jegyezték be Mecklenburgban.

## Népesség
A település népességének változása:
| Lakosok száma | 4917 | 4872 | 4892 | 4770 | 4778 | 4760 |
|               | 2014 | 2017 | 2019 | 2021 | 2022 | 2023 |

## Politika
A városi tanácsnak 15 tagja van:
| Partei/Bewerber                    | 2019-es eredmény | mandátum száma |
| ---------------------------------- | ---------------- | -------------- |
| Crivitzer Wählergemeinschaft (CWG) | 53,9             | 8              |
| CDU                                | 28,8             | 5              |
| Hans-Jürgen Heine                  | 07,4             | 1              |
| Die Linke                          | 05,4             | 1              |

## Híres szülöttei
- Torsten Schmitz (* 1964), ökölvívó, edző

## Képgaléria

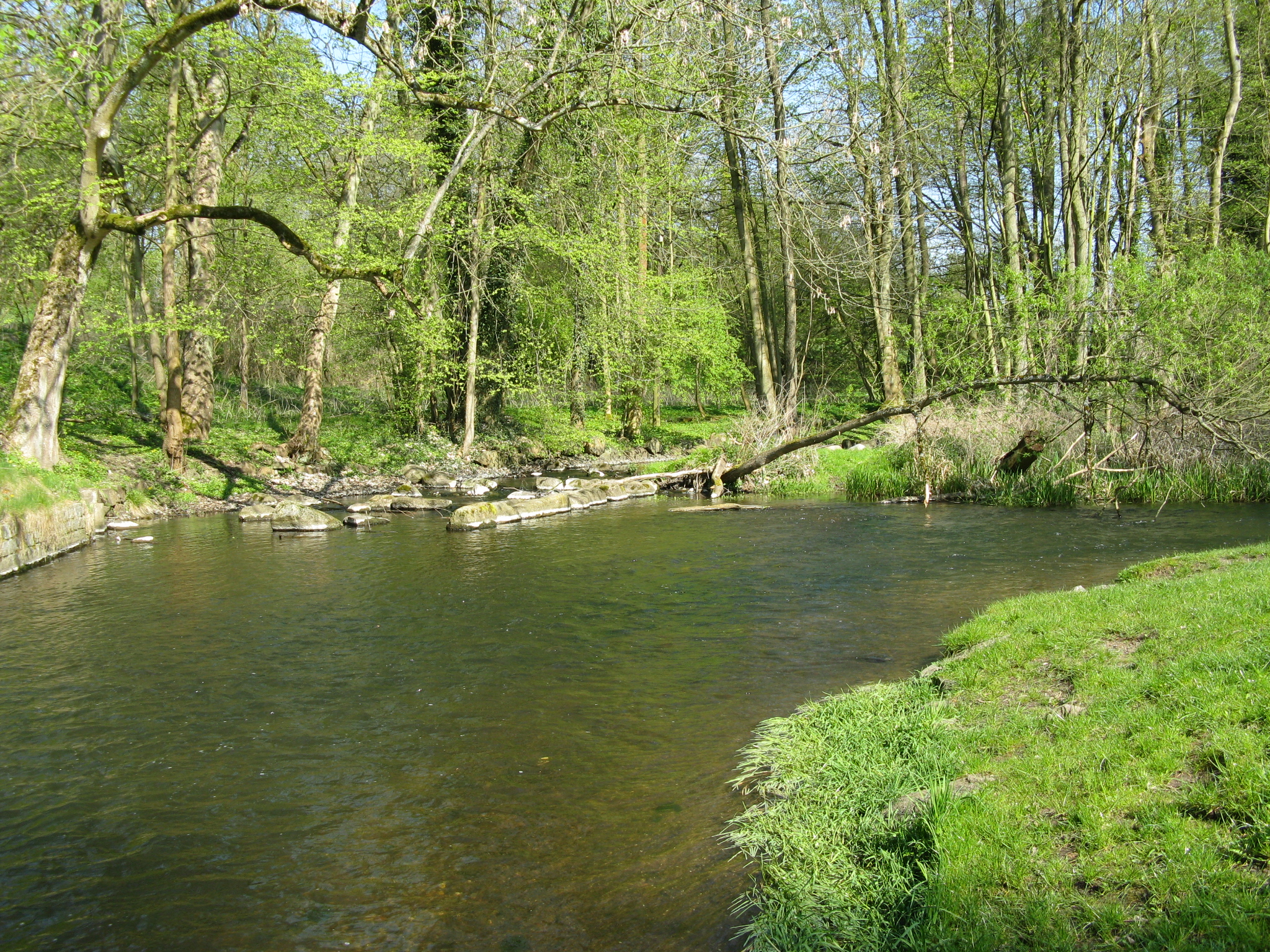
A Warnow Gädebehnben
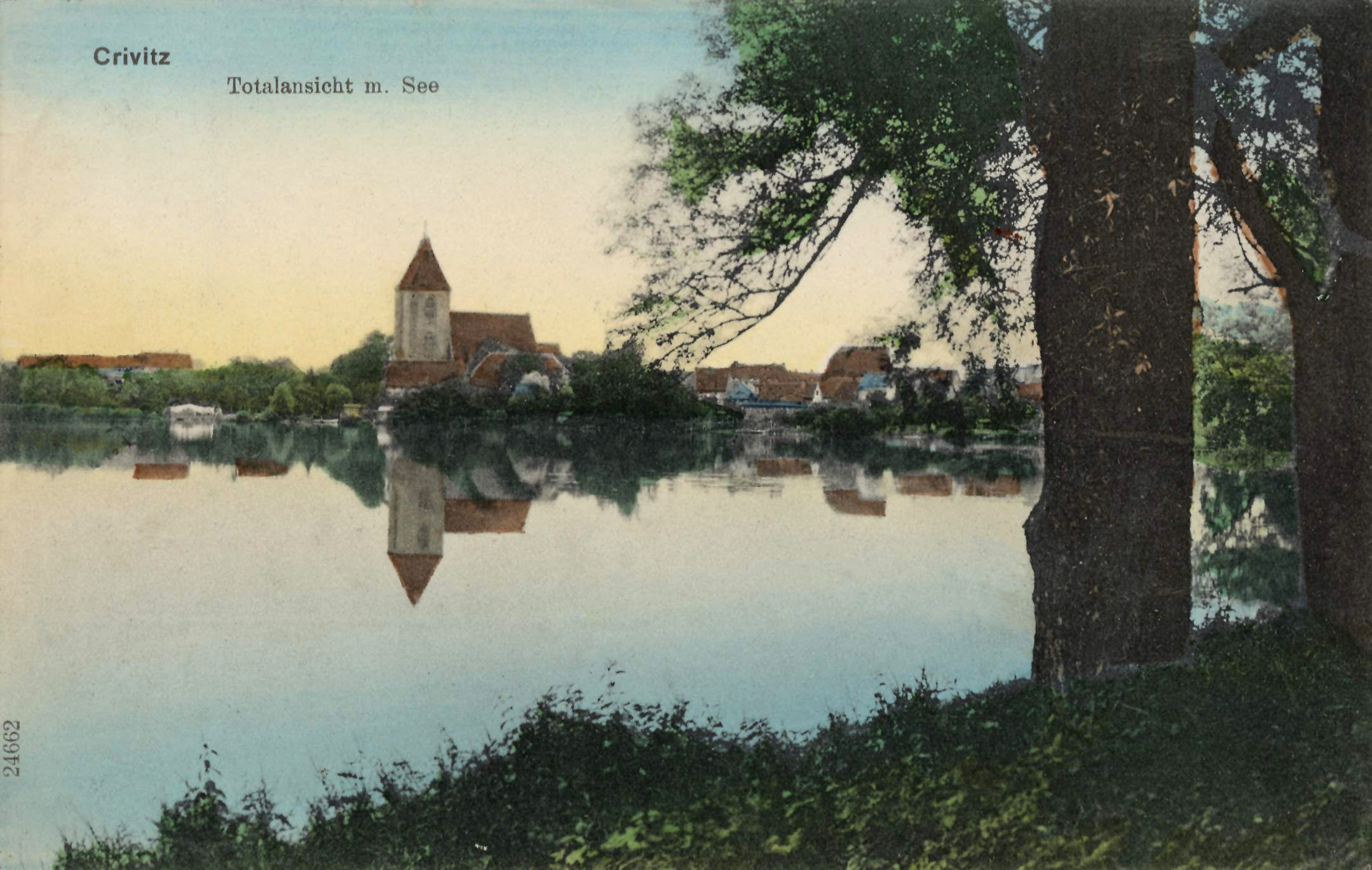
Crivitz tóval (képeslap 1913-bol)
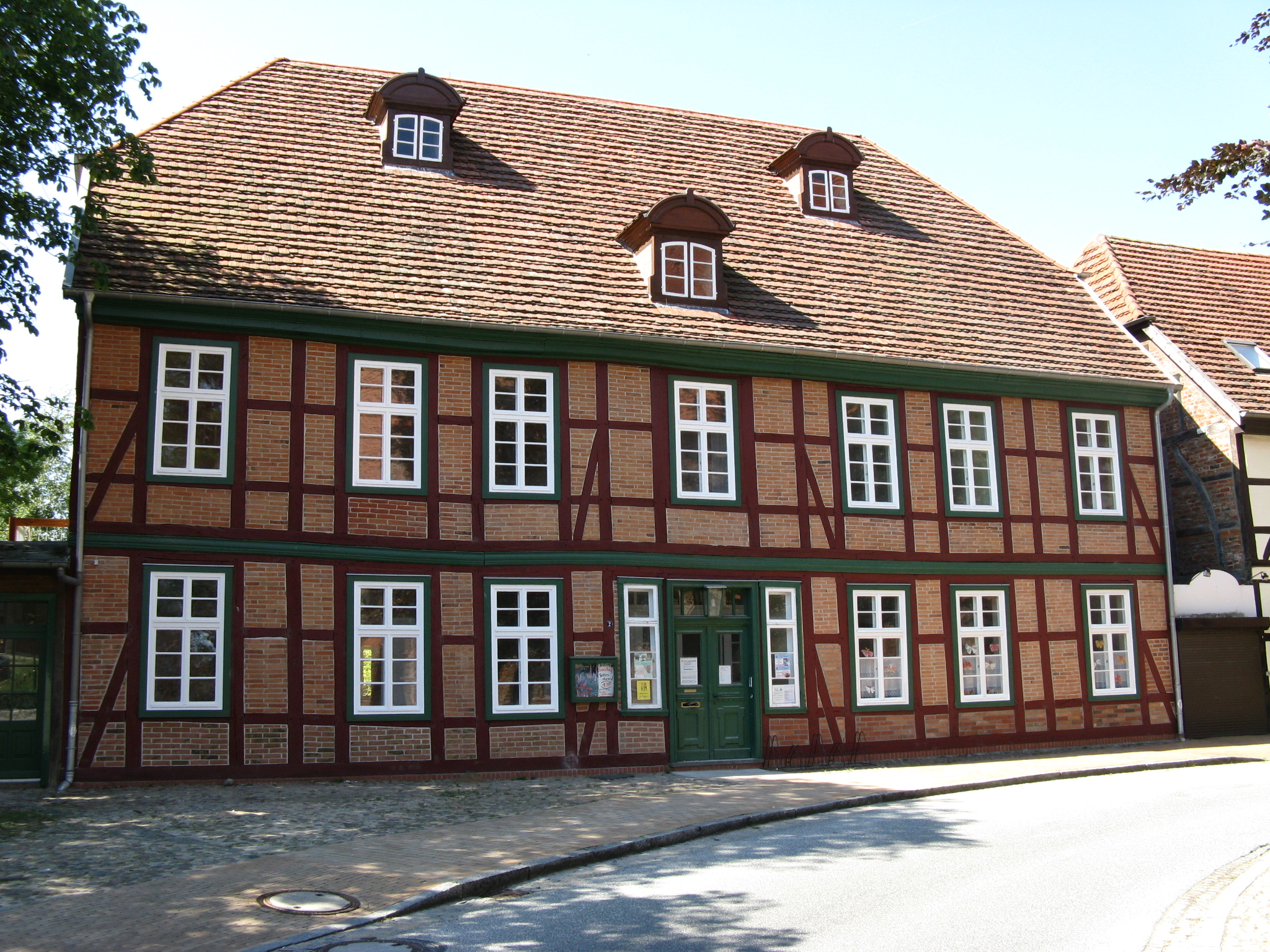
Fachwerkhaus
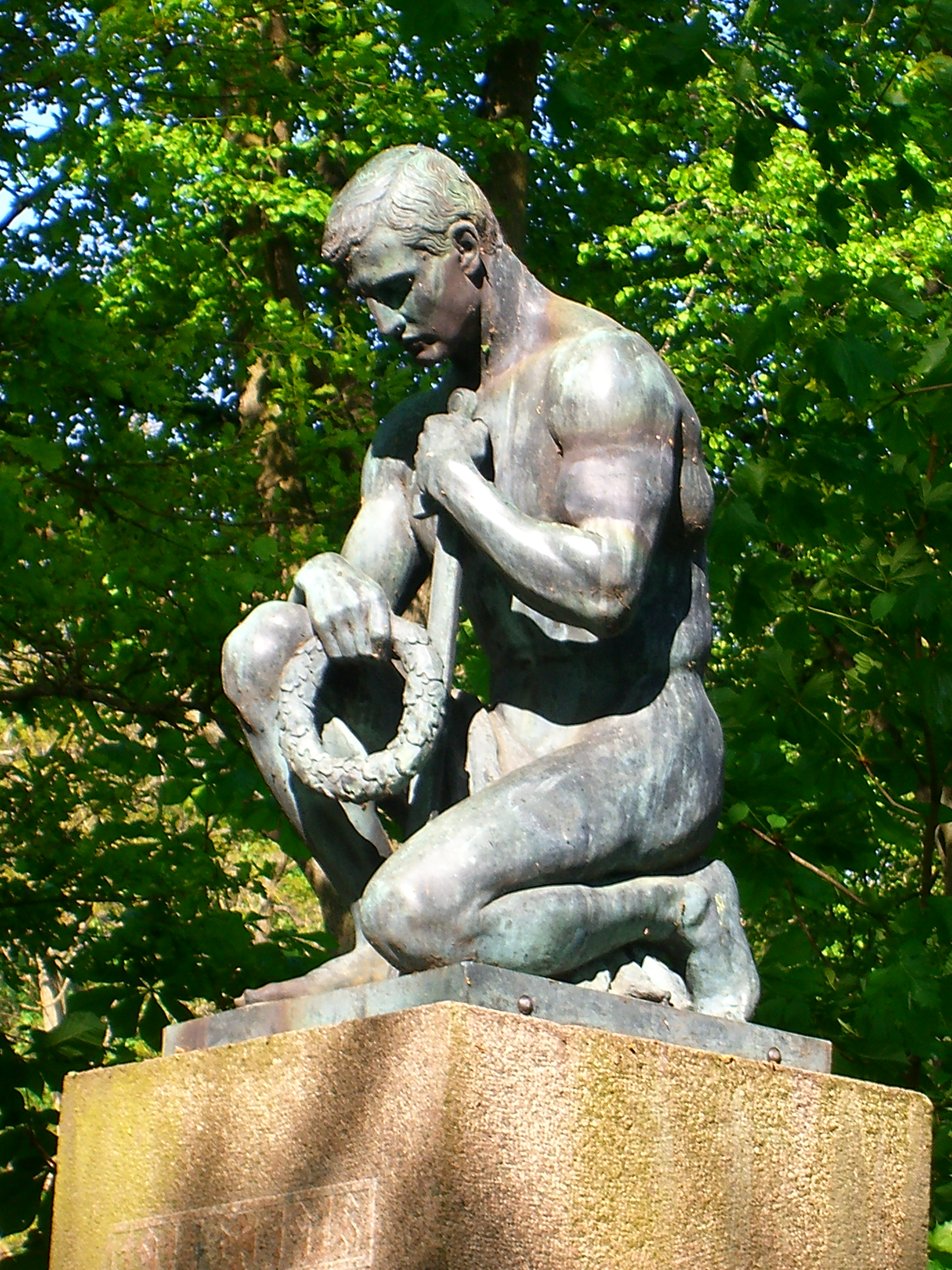
1914/18-os emlékmű